# Buritirana
Buritirana est une municipalité brésilienne située dans l'État du Maranhão.